# Загадката на рубина Аббас
„Загадката на рубина Аббас“ (на английски: The Adventure of the Abbas Ruby) е разказ на писател Адриан Конан Дойл за известния детектив Шерлок Холмс. Включен е в сборника с разкази „Подвизите на Шерлок Холмс“ (The Exploits of Sherlock Holmes) публикуван през 1954 г.

## Сюжет
Внимание:  Текстът по-долу разкрива сюжета на произведението (или части от него)!
През снежната зима на 1886 г. към Шерлок Холмс за помощ се обръща г-н Андрю Джолиф, който работи като иконом в къщата на Джон Довертон. Довертон – известен и богат мъж, който отглежда много редки видове камелии. Но, най-важното е, че Довертон е собственик на уникалния червен рубин „Аббас“. Рубинът е откраднат, а полицията подозира за кражбата Джолиф. Холмс иска от иконома да му разкаже подробности за инцидента.
Привечер в къщата на Довертон е имало много гости. Един от тях, г-н Дънбар, е помолил Довертон да покаже известния рубин „Аббас“, а съпругата на Довертон е наредила на иконома да отиде до оранжерията и да включи лампите. Но когато Джолиф влиза в оранжерията, вижда, че са откъснати всички цветове на червените камелии, които са особено скъпи на г-н Довертон. Шокираният от съобщението на иконома, Довертон набързо заключва малкото плоско ковчеже с рубина и го поставя в едно чекмедже, след което се затичва заедно с гостите в оранжерията. Но когато всички са се върнали обратно се оказва, че ковчежето с рубина „Аббас“ тайнствено е изчезнало.
Внезапно на Бейкър Стрийт идва полицейският инспектор Грегсън и арестува Джолиф. Оказва се, че отдавна Джолиф е съден за кражба на диаманти. И, най-важното е, че в стаята на Джолиф е намерено разбитото откъм пантите ковчеже, в което е бил рубина. Въпреки всичко Холмс внимателно оглежда донесеното от Грегсън ковчеже, и обещава да помогне на Джолиф докаже невинността си.
Вечерта Холмс и Уотсън отиват при г-н Довертон. Холмс обследва къщата, оранжерията, както и камелиите, на които са били отрязани цветовете. Под един от прозорците, под снега, Холмс открива липсващите цветове на камелиите. Някой ги е срязал с ножички за маникюр и просто ги е изхвърлил на улицата. Изключително доволен от тази констатация, Холмс предлага на Уотсън да го придружи до аристократичния клуб „Нонпарей“, за да приключи разследването.
Привечер в клуба Холмс се среща с капитан Мастерман, брат на лейди Довертон, и го обвинява в кражбата на рубина „Аббас“. Мастерман грубо се присмива на Холмс, но той спокойно разказва на капитана хода на престъплението му.
Мастерман е поръчал копие от ковчежето, в което се съхранява рубина, е по време на посещението при сестра си е планирал да открадне бижуто. За да отвлече Довертон от рубина сестрата на Мастерман е отрязала камелиите и ги е хвърлила през прозореца преди да завали снега. Когато Довертон и всички гости се втурват в оранжерията, капитанът откраднал кутията с рубина „Аббас“, а нейното копие е хвърлил в стаята на иконома.
Уплашен от разобличението Мастерман моли Холмс да не разкрива всичко това на полицията, а Холмс иска от него да му върне камъка до сутринта. Късно вечерта на Бейкър Стрийт идва лейди Довертон, която също моли Холмс да не съсипва брат ѝ. Оказва се, че той е бил оплетен в хазартни дългове и лейди Довертон, искайки да помогне на брат си, е взела участие в кражбата на „Аббас“.
На сутринта при г-н Холмс идва Довертон и Холмс му предлага да пие малко портвайн. Когато Довертон започва да пие изведнъж в чашата си открива откраднатия рубин. Холмс е решил малко да се позабавлява с Довертон поставяйки намерената скъпоценност. Довертон предлага на Холмс да му напише чек за обещаните като награда £ 5000 за успешното приключване на разследването. Но Холмс му предлага да даде половината от хонорара си на иконома Джолиф като обезщетение за несправедливото обвинение в кражба.

## Интересни факти
Основа за написването на разказа е споменаването на случая в роман на Артър Конан Дойл „Баскервилското куче“. 
| „ | След трагичната развръзка, с която завърши посещението ни в Девъншър, той бе разрешил две дела от особена важност. Първото... известния скандал, станал при игра на карти в клуба „Нонпарей“, ... | “ |